# Braba
Braba è un singolo della cantante brasiliana Luísa Sonza, pubblicato il 18 marzo 2020 come primo estratto dalla prima raccolta Só as brabas.

## Pubblicazione
Il titolo e la copertina del brano sono stati rivelati dalla medesima interprete l'11 marzo 2020.

## Video musicale
Il video musicale, diretto da Jacques Dequeker, è stato reso disponibile il 18 marzo 2020 in concomitanza con l'uscita del singolo.

## Tracce
Testi e musiche di Luísa Sonza, Arthur Marques, Aisha, DJ Thai e Diego Timbó.
1. Braba – 2:09

## Classifiche

### Classifiche settimanali
| Classifica (2020) | Posizione massima |
| ----------------- | ----------------- |
| Brasile           | 1                 |
| Portogallo        | 63                |

### Classifiche di fine anno
| Classifica (2020) | Posizione |
| ----------------- | --------- |
| Portogallo        | 162       |